# كبغيون (تشنار)
كبغيون (بالفارسية: کبگیون) هي قرية تقع في إيران في قسم تشنار الريفي. يقدر عدد سكانها بـ 220 نسمة بحسب إحصاء 2016.